# Chris Bigras
Christopher "Chris" Bigras, född 22 februari 1995, är en kanadensisk professionell ishockeyspelare som är kontrakterad till NHL-organisationen New York Rangers och spelar för deras primära samarbetspartner Hartford Wolf Pack i AHL.
Han har tidigare spelat för Colorado Avalanche och på lägre nivåer för San Antonio Rampage och Lake Erie Monsters i AHL och Owen Sound Attack i OHL.
Bigras draftades i andra rundan i 2013 års draft av Colorado Avalanche som 32:a spelare totalt.
Under tradens deadline, 26 februari 2018, tradades han av Avalanche till New York Rangers i utbyte mot Ryan Graves.

## Statistik
| 2010–2011  | Fraser Valley Bruins | ETAMMHL    | 43  | 7  | 25  | 32  | 20  | —  | — | — | —  | —  |
| 2011–2012  | Owen Sound Attack    | OHL        | 49  | 3  | 16  | 19  | 33  | 5  | 2 | 3 | 5  | 0  |
| 2012–2013  | Owen Sound Attack    | OHL        | 68  | 8  | 30  | 38  | 34  | 12 | 0 | 2 | 2  | 8  |
| 2013–2014  | Owen Sound Attack    | OHL        | 55  | 4  | 22  | 26  | 46  | 5  | 1 | 2 | 3  | 4  |
| 2014–2015  | Owen Sound Attack    | OHL        | 62  | 20 | 51  | 71  | 52  | 5  | 1 | 2 | 3  | 4  |
|            | Lake Erie Monsters   | AHL        | 7   | 0  | 4   | 4   | 2   | —  | — | — | —  | —  |
| 2015–2016  | Colorado Avalanche   | NHL        | 2   | 0  | 1   | 1   | 2   | —  | — | — | —  | —  |
|            | San Antonio Rampage  | AHL        | 37  | 6  | 13  | 19  | 6   | —  | — | — | —  | —  |
| NHL totalt | NHL totalt           | NHL totalt | 2   | 0  | 1   | 1   | 2   | —  | — | — | —  | —  |
| AHL totalt | AHL totalt           | AHL totalt | 44  | 6  | 17  | 23  | 8   | —  | — | — | —  | —  |
| OHL totalt | OHL totalt           | OHL totalt | 234 | 35 | 119 | 154 | 165 | 27 | 4 | 9 | 13 | 16 |